# Isidore Singer
|  | No s'ha de confondre amb Isadore Singer, matemàtic estatunidenc.. |

Isidore Singer (10 de novembre de 1859 – 20 de febrer de 1939) va ser un enciclopedista jueu estatunidenc d'origen centreeuropeu, editor de The Jewish Encyclopedia i fundador de la Lliga Americana pels Drets de l'Home.

## Biografia
Singer va néixer l'any 1859 a Weisskirchen, Moràvia, llavors a l'Imperi Austríac. Va estudiar a la Universitat de Viena i a la Universitat Humboldt de Berlín, on hi va obtenir un doctorat el 1884.

### França
Després d'editar l'Allgemeine oesterreichische Literaturzeitung (diari literari austríac) de 1885 a 1886, esdevingué secretari literari de l'ambaixador francès a Viena. A partir de 1887, va treballar a París a l'oficina de premsa del Ministeri d'Afers Exteriors francès i va ser actiu en la campanya en nom d'Alfred Dreyfus. El 1893 va fundar un periòdic quinzenal de curta durada anomenat La Vraie Parole com a oposició de l'antijueu La Libre Parole.

### Nova York
Singer es va traslladar a la ciutat de Nova York el 1895 on va aprendre anglès i va ensenyar francès, recaptant diners per a l'Enciclopèdia jueva que havia imaginat.
Al llarg de la seva carrera, Singer també va proposar molts projectes que mai van obtenir suport, com ara un fons de diversos milions de dòlars per ajudar els jueus de l'Europa de l'Est, una universitat jueva oberta a estudiants de qualsevol origen, diverses enciclopèdies sobre temes seculars i una sèrie de publicacions de 25 volums de clàssics hebreus. L'any 1911, data d'aquesta darrera proposta, "ni la Societat de publicacions [jueva] ni cap grup d'erudits respectables treballaria amb ell", segons l'enciclopedista Cyrus Adler.

## Punts de vista religiosos
Singer tenia opinions extremadament liberals que de vegades van resultar impopulars. Va donar suport a Jesús i al Nou Testament cristià i va proposar-ne una traducció a l'hebreu. Va fundar la Societat Amos per promoure la comprensió entre els seguidors de les religions monoteistes.
La seva proposta de 1897 per al projecte d'enciclopèdia demanava l'harmonia entre les religions; anomenava el Sabbath i les festes "càrregues pesades o, en el millor dels casos, simples cerimònies" per a la majoria dels jueus; i va fer el suggeriment radical que els pares jueus, si fossin honestos amb els seus fills, els diguessin:
A causa de la controvèrsia de les perspectives de Singer, el seu editor, Funk & Wagnalls, va acceptar el projecte de l'enciclopèdia només després de desposseir Singer del control editorial i nomenar un consell d'erudits jueus de prestigi, inclosos rabins.
Va morir el 1939 a la ciutat de Nova York.

## Publicacions
- Rússia a la barra del poble nord-americà: una memòria de parentiu. Funk & Wagnalls, 1904.
- Els clàssics alemanys (1913–1914), amb Kuno Francke: vint volums.
- Una religió de veritat, justícia i pau: un repte per a l'església i la sinagoga per liderar la realització de l'evangeli social i de pau dels profetes hebreus. Societat Amos: 1924.